# Bernardino Drovetti
Bernardino Drovetti (ur. 4 stycznia 1776 w Barbanii, zm. 5 marca 1852 w Turynie) – włoski dyplomata, polityk i kolekcjoner dzieł sztuki.
Przyjął obywatelstwo francuskie i brał udział w wyprawie Napoleona do Egiptu. Został konsulem francuskim w Egipcie, gdzie zaprzyjaźnił się z Mohammedem Alim. Dzięki tej znajomości zgromadził trzy ogromne kolekcje zabytków egipskich, które zamierzał sprzedać Ludwikowi XVIII. Król Francji nie przyjął propozycji. Pierwszą kolekcję udało mu się sprzedać królowi Sardynii i Piemontu, który przeznaczył na eksponaty całe skrzydło pałacu Akademii Nauk w Turynie. Francuzi zdecydowali się na drugą kolekcję i trafiła ona do Luwru. Trzecią nabył Berlin